# 西川吉輔
西川 吉輔（にしかわ よしすけ、文化13年7月2日（1816年7月26日） - 明治13年（1880年）5月19日）は、江戸時代末期（幕末）の国学者、明治時代の神道家。近江彦根藩の生まれ。名は吉介、吉助とも。幼名は繁吉、通称は善六、号は亀洲・百竹など。

## 略歴
近江八幡の商家、西川傳右衛門家の分家である肥料商（干鰯問屋）の西川善六家の出身で、大国隆正に学んで国学者となり、嘉永元年（1848年）に私塾である帰正館を創設し、伊庭貞剛、高田義甫ら多くの明治期の近江商人を輩出した。
安政5年(1858年)、安政の大獄にて町預に処せられたが、脱出し京都に潜伏した。文久3年（1863年）、平田派国学の門人が起こしたとされる足利三代木像梟首事件に連座し親類預となった。蟄居中も政治情報を集め、元治元年（1864年）7月19日の禁門の変などに関して風説留を残している。また、谷鉄臣らと結び、藩論の尊王への転換を計った。

### 明治維新後
王政復古直後から徴士となり、金穀出納所、皇学所に勤めたのち、明治2年7月（1869年8月）に新設された大学校に転任する。明治3年（1870年）に神祇官宣教使少博士、明治7年（1874年）には日吉大社宮司となった。その後、生國魂神社宮司、教導職中教正を歴任し国民教化に従事した。
明治13年（1880年）に死去。享年65。墓所は近江八幡市西山共同墓地。
明治40年（1907年）、従四位を追贈された。

## 家族・親族
- 西川吉武 ― 養子。次女さち子の女婿
  - 西川吉之助 ― 孫。ろう教育家
- 西川貞二郎（西川傳右衛門 (10代)）― 教え子。義甥。
- 西川甚五郎 (11代) ― 教え子。西川産業開祖
- 西川謙三 ― 甚五郎（11代）の弟。長女鶴女の女婿